# Country Gentleman

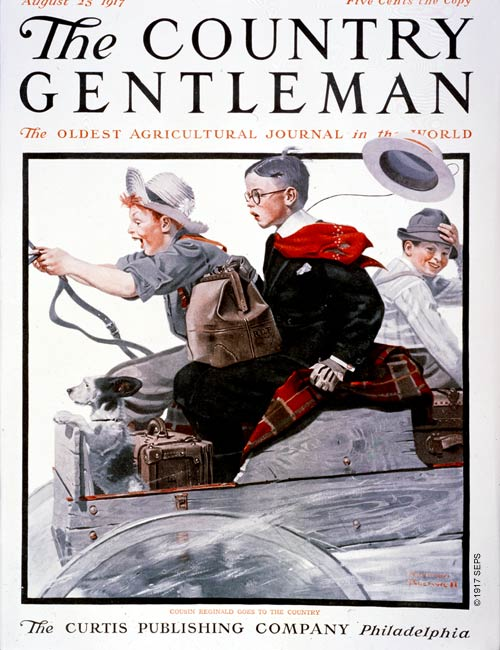
Ausgabe vom 25. August 1917 mit dem Untertitel „The oldest agricultural journal in the world“

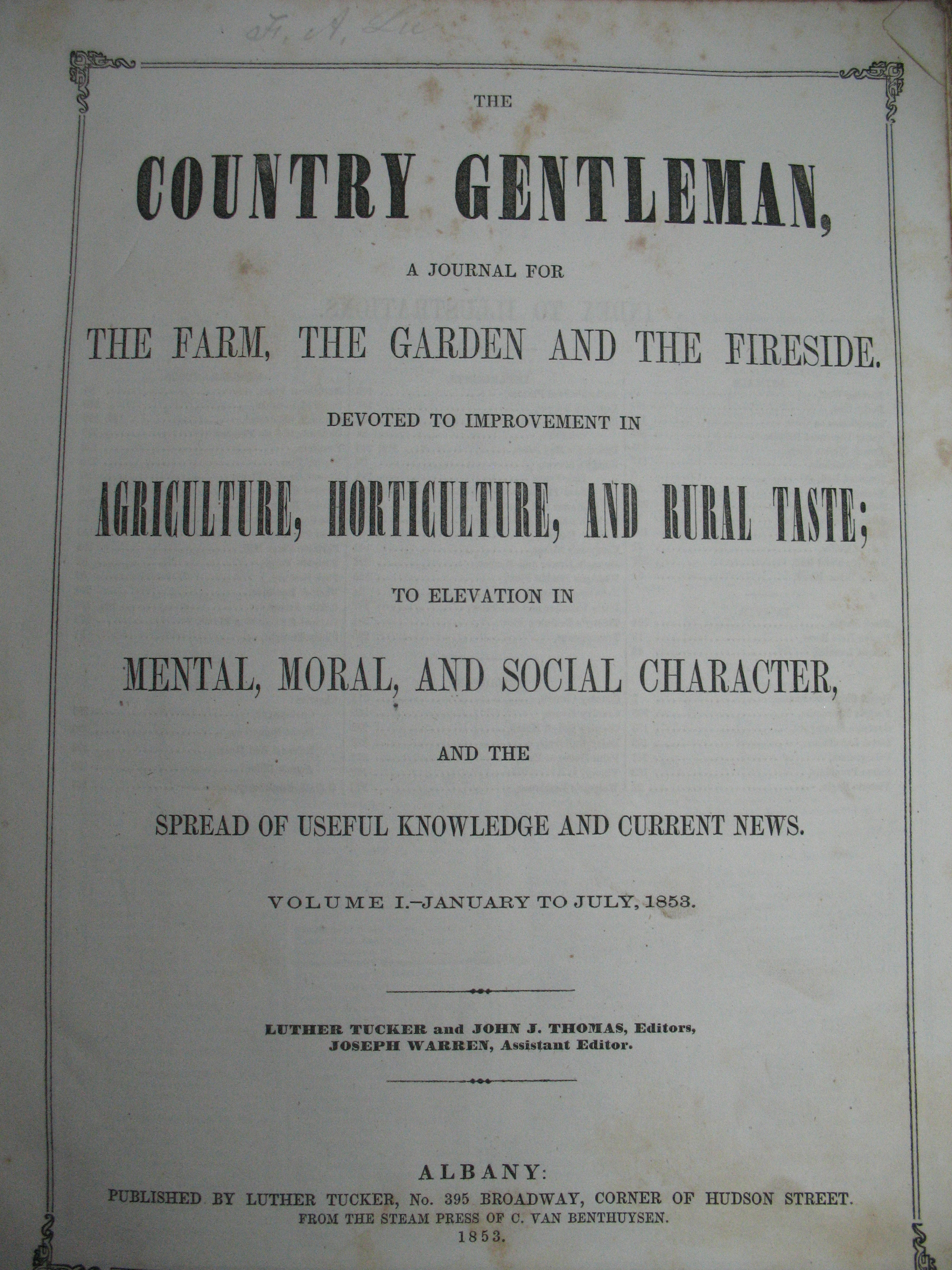
Titelblatt des Country Gentleman vom Januar 1853

The Country Gentleman war eine landwirtschaftliche Wochen- bzw. Monatszeitschrift, die ab dem 6. Januar 1853 in Rochester im Bundesstaat New York erschien. Damit war sie zu dieser Zeit nach dem American Agriculturist das zweitälteste Landwirtschaftsblatt. Dennoch konnte es behaupten, das älteste zu sein, da es den Albany Cultivator von 1834 übernommen hatte. Der Country Gentleman bestand unter wechselnden Namen bis 1955.

## Geschichte
Herausgeber war Luther Tucker (Sr.), zeitweise zusammen mit John J. Thomas sowie Joseph Warren. Sie schrieben auch die Mehrzahl der Artikel. Tucker hatte zuvor bereits den wöchentlichen Horticulturalist herausgebracht, sowie den monatlich erscheinenden Cultivator (1839 erworben), 1831 sogar schon den Genesee Farmer. 1840 wurde das Haus nach Albany verlegt.
Am 4. November 1852 erschien eine erste Ausgabe, offizielle erste Ausgabe war die vom 6. Januar 1853. Sie hatte einen Umfang von 16 Seiten und kostete 2 Dollar. Erst gegen Ende des Sezessionskriegs stieg der Preis auf 2,50 Dollar. Tuchers Sohn Luther H. Tucker wurde im Alter von 21 Jahren zum Mitherausgeber. 1858 hatte die Zeitschrift bereits eine Auflage von 250.000 Exemplaren, doch brach die Auflage infolge des Bürgerkriegs drastisch ein.
1869 lag sie nur noch bei 13.000, doch die Ausrichtung auf den Mittleren Westen und die Einbindung von Korrespondenten in den neuen Bundesstaaten machte das Blatt zu einer landesweiten Einrichtung. 1866 verschmolz Tucker den Cultivator, sein Wochenblatt für 50 Cent, mit dem Country Gentleman. Beide erschienen nun unter dem Namen The Cultivator. 1873, nach dem Tod des Gründers, übernahm dessen Sohn Gilbert M. Tucker die Herausgabe zusammen mit seinem Bruder Luther H. Tucker. 1894 starb der Mitherausgeber John J. Thomas. Als der zweite Luther Tucker verstarb, folgte ihm ein dritter Luther H. Tucker. Das Blatt erhielt wieder seinen alten Namen und der Preis wurde auf einen Dollar gesenkt, um später wieder auf 1,50 Dollar zu steigen.

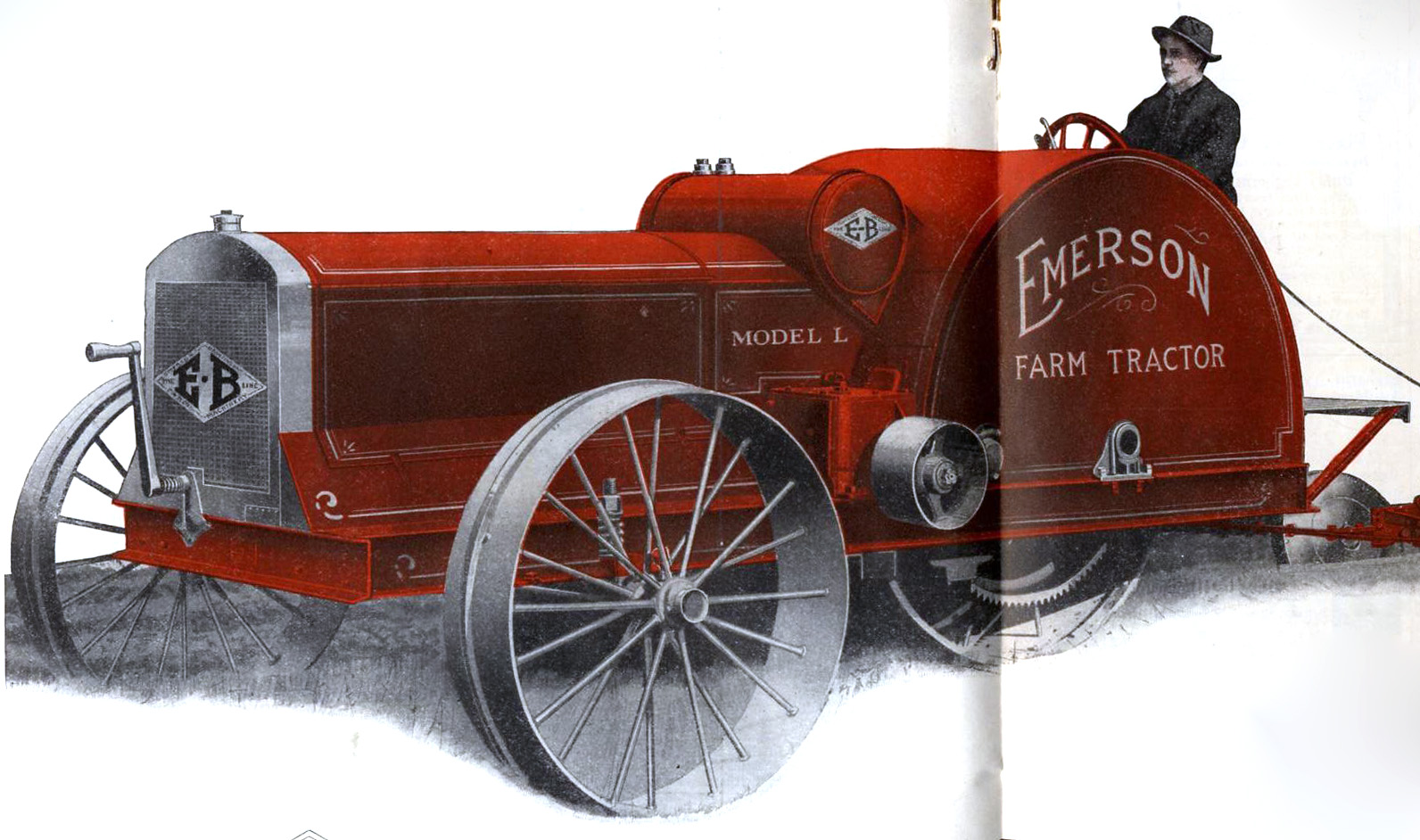
Werbung im Jahr 1916

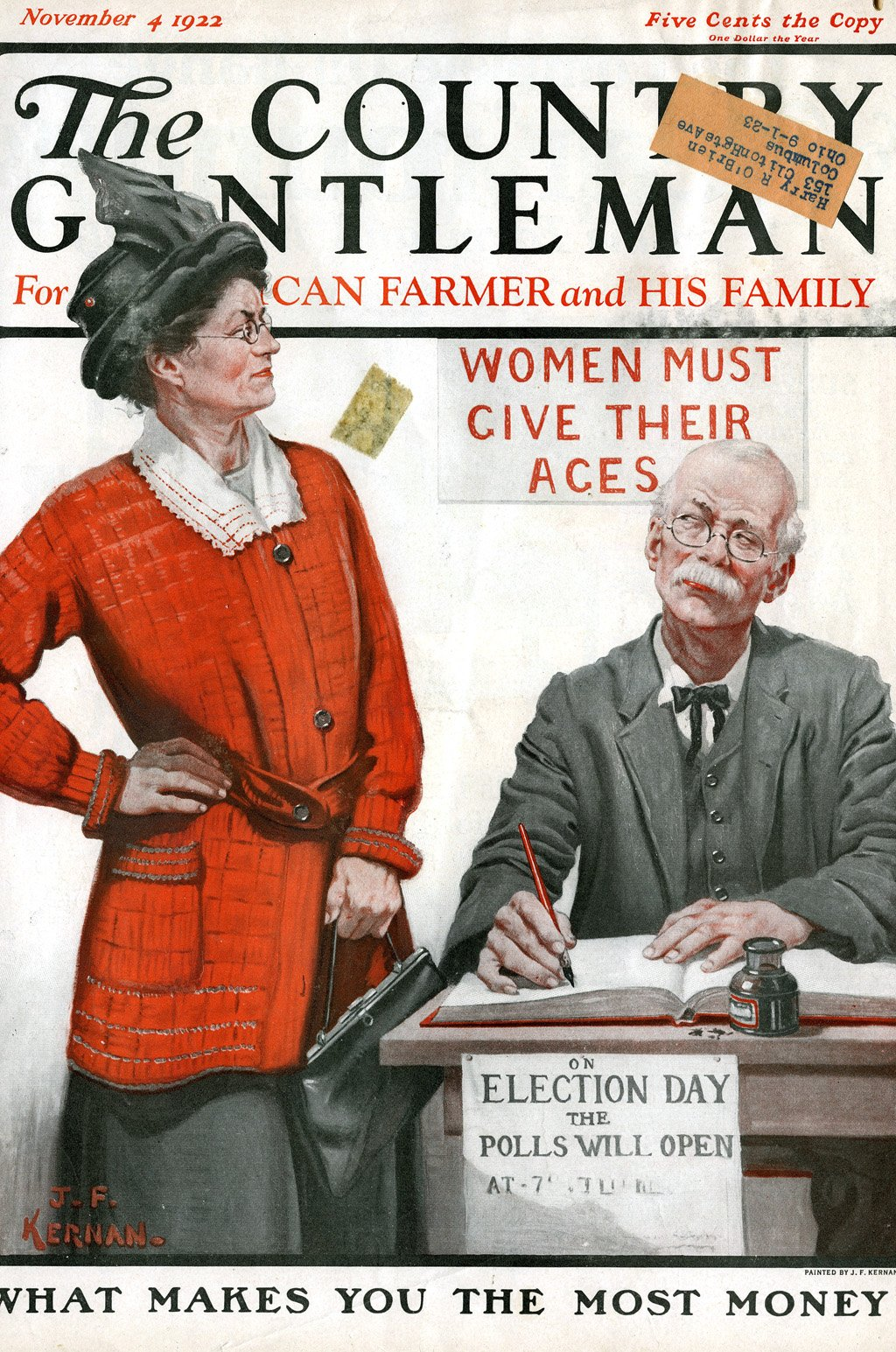
Der Country Gentleman erinnert 1922 an das 1920 eingeführte Frauenwahlrecht

Von 1908 bis 1911 unternahm Tucker mehrere Versuche, das Blatt zu verkaufen, 1911 wurde es von Cyrus H. K. Curtis, dem Besitzer der Curtis Publishing Company übernommen. Damit wurde es ab dem 6. Juli 1911 in Philadelphia aufgelegt. Der neue Besitzer legte den Schwerpunkt auf die ökonomisch-technische Seite, während in den 80 Jahren seit der Gründung ein erheblich weiteres Spektrum im Mittelpunkt gestanden hatte. Daher lautete der ursprüngliche Titel des Blatts: The Country Gentleman, a Journal for the Farm, the Garden and the Fireside, Devoted to Improvement in Agriculture, Horticulture, and Rural Taste; to Elevation in Mental, Moral, and Social Character, and the Spread of Useful Knowledge and Current News. Es sollte also wirtschaftlichen Interessen, aber auch der geistigen, moralischen und sozialen Hebung sowie der Nachrichtenverbreitung dienen. Zudem wandte es sich an Frauen, empfahl ihnen in den 1920er Jahren gezielte Weiterbildungen, und nahm zahlreiche Beiträge von Frauen an.
Aus einer Beilage entwickelte sich im Laufe der 1930er Jahre The Country Gentlewoman. Die Auflage stieg wieder auf 300.000 Stück, der Preis wurde erneut auf 1 Dollar gesenkt, die Auflage stieg auf über eine halbe Million. Schließlich wurde das Blatt im September 1925 von einer wöchentlichen auf eine monatliche Ausgabe umgestellt, drei Jahre für einen Dollar. Damit wurde die Zeitschrift zu einem Massenblatt. Die Auflage stieg auf über 800.000.
Während des Zweiten Weltkriegs stand das Blatt auf dem Höhepunkt, Herausgeber war Ben Hibbs (1929–42), doch wurde den Lesern das Spektrum der Nachrichten zu weit, die Tiefe zu gering. Darüber hinaus lebten inzwischen viel mehr Amerikaner auf dem Lande, die keine Landwirtschaft betrieben, und denen die zahlreichen technischen Artikel nicht zusagten. In einer inzwischen stark urbanisierten Welt fand das Lob auf die ländliche Heimat, auf das die neuen Herausgeber starken Wert legten, immer weniger Abnehmer. So ging die Zahl der Leser zurück, die Einnahmen aus Anzeigen sanken. Der Inhaber benannte das Blatt in Better Farming um. Noch 1954 lagen die Einnahmen bei 173 Millionen Dollar, der Gewinn bei 1.308.735, doch im nächsten Jahr brach er auf 385.918 Dollar ein.
1955 war der Country Gentleman mit einer Auflage von 2.566.314 Exemplaren immer noch das zweitgrößte Agrarmagazin in den USA nach dem Farm Journal mit 2.870.380 Exemplaren. In diesem Jahr wurde es für 6 Millionen Dollar vom Herausgeber des Farm Journal Graham Patterson übernommen. Dessen Blatt erschien ebenfalls in Philadelphia – sogar am selben Platz, dem Washington Square. Es erschien nun unter dem Titel Farm Journal-Country Gentleman. Patterson hatte das Farm Journal 1935 übernommen, und die Auflage bis 1955 verdoppelt; er selbst hatte zuvor den Christian Herald geleitet und 1939 The Farmer’s Wife mit dem Farm Journal verschmolzen.
Doch die Federal Trade Commission verwies unter Berufung auf den Clayton Antitrust Act auf die drohende Monopolstellung des Blattes auf dem Agrarzeitschriftenmarkt, da es nun 51 % der dortigen Auflagenzahl herausbrachte.